# Tajemnicza kobieta
Tajemnicza kobieta (hiszp. Mujer secreta) – wenezuelska telenowela z 1999 roku wyemitowana przez RCTV. W rolach głównych wystąpili Carolina Tejera i Juan Carlos Vivas.

## Wersja polska
W Polsce telenowela była emitowana w TVP3 Regionalna. Lektorem serialu był Radosław Popłonikowski.
Serial był emitowany także w TVP1 w latach 2000-2001. Pierwszy odcinek wyemitowano 12 maja 2000 o 18:00, ostatni (125) wyemitowano 9 stycznia 2001 o godzinie 10:00.

## Obsada
- Carolina Tejera - Eugenia Sánchez de Landaeta
- Juan Carlos Vivas - Bernardo Valladares
- Mariano Álvarez - José Manuel Valladares
- Alba Roversi - Esperanza Salvat
- Carlos Cámara Jr. - Javier Espinoza
- Luis Fernández - Gustavo Landaeta
- Carlos Márquez - Don Julio Valladares
- Margarita Hernández - Clemencia Hidalgo Ollarvide
- Dad Dáger - Cecilia Valladares de Espinoza
- María Cristina Lozada - Yolanda de Valladares
- Herminia Martínez - Carlota Zanetti de Landaeta
- Rosario Prieto - Evencia de Romero
- Leopoldo Regnault - José Clemente Bejarano
- Manuel Escolano - Esteban Itriago
- Ámbar Díaz - Yuraima
- Alfonso Medina - Marcos Romero
- Bebsabe Duque - Manuela trivago
- Antonio Cuevas - Rodolfo Romero
- Aitor Gaviria - Asdrúbal España
- Mirela Mendoza - Fátima Romero
- Solmayra Castillo - Ana María de Itriago
- Gabriela Santeliz - Adelaida Bejarano
- Leonardo Marrero - Orlando Contreras
- Jerónimo Gil - Danilo Bejarano
- Malena Alvarado - Magola
- Frank Spano - Álvaro Gil
- Mauricio Antonucci - Simón Romero
- Jorge Aravena - Sebastián Palacios
- Liang Arias
- Ana Gabriela Barboza - Gladys
- Joel Borges - Pecas
- Martín Brassesco - Alexis Salgueiro
- Kendry Cáceres
- Ivonne Conte - Celina
- Alejo Felipe - Horacio Santana